# Hourtin
Hourtin – miejscowość i gmina we Francji, w regionie Nowa Akwitania, w departamencie Żyronda.
Według danych na rok 2018 gminę zamieszkiwały 3724 osoby, a gęstość zaludnienia wynosiła 19,7 osób/km² (wśród 2290 gmin Akwitanii Hourtin plasuje się na 202. miejscu pod względem liczby ludności, natomiast pod względem powierzchni na miejscu 3.).